# Octávio Pato
Octávio Rodrigues Pato (Vila Franca de Xira, Distrito de Lisboa, 1 de abril de 1925 – 19 de febrero de 1999) fue un político portugués, destacado dirigente del Partido Comunista.

## Biografía
Nacido en el seno de una familia de clase trabajadora, en el Portugal salazarista, a los catorce años de edad comenzó a trabajar en la industria del calzado, como empleado de una zapatería. Con un grupo de jóvenes de su ciudad natal creó un periódico, escrito y distribuido a mano, en papel cuadriculado, con el título Querer es Poder. El periódico fue un día leído por su hermano Carlos Pato, que estaba vinculado al Partido Comunista Portugués (PCP), y que se lo enseñó a Dias Lourenço, responsable de la organización local del Partido. En menos de un año, a los quince años de edad, entró en la Federación de la Juventud Comunista. Poco después, en 1940, y con la liberación de un gran número de militantes presos de la dictadura, entre los cuales se encontraba Álvaro Cunhal, se inició la Reorganización de 1940-1941 en la que, “por primera vez en la vida clandestina del Partido, se creó un Comité Central, una dirección colectiva y un fuerte grupo de revolucionarios profesionales” (1). Octávio Pato pasó entonces a formar parte del Comité Local de Vila Franca y del Comité Regional del Bajo Ribatejo. 
En la región de Vila Franca participó activamente en la organización de las huelgas de mayo de 1944. Esta acción, en la que participaron miles de trabajadores, resultó de un trabajo que “llevó meses, orientado a la movilización de las clases trabajadores, implicando la distribución de miles de manifiestos hechos clandestinamente” (2). Como afirmó el propio Pato en 1976: “Tuve de hecho una participación intensa, tanto en la preparación y organización, como en el desencadenamiento de la huelga (…). Me ocupé de aspectos relacionados con la huelga, principalmente en lo que respecta a la movilización de los trabajadores asalariados agrícolas de los márgenes del Tajo (…). Esa huelga constituyó para mí una riquísima experiencia en todos los aspectos. Se dieron en ese momento centenares de encarcelamientos, concentrando las fuerzas represivas, en la plaza de toros de Vila Franca, más de un millar de huelguistas presos”. (2). Más de un año después de las huelgas del 8 y 9 de mayo de 1944, entró en la clandestinidad. En 1946 es elegido por el PCP para representar al Partido como miembro fundador del Movimiento de Unidad Democrática Juvenil (MUD Juvenil). 
Se integró después a la dirección de la Organización Regional de Lisboa del PCP y, en 1949, fue elegido para el Comité Central como miembro suplente. En 1951 pasó a ser miembro de pleno derecho. Entre las tareas que le fueron asignadas destacan las de controlar las imprentas clandestinas centrales del Partido, así como trabajar en las Direcciones Regionales de Lisboa, Norte y Sur, así como en la redacción del periódico Avante!. En diciembre de 1961 fue encarcelado por la PIDE, condenado a ocho años y medio de prisión, indefinidamente prorrogables por “medidas de seguridad”. Durante ese periodo es gravemente maltratado y torturado, impidiéndole dormir durante 18 días y noches seguidos, a lo que responde rechazando responder a los interrogatorios. Inmediatamente, es mantenido incomunicado durante más de 3 meses. Se evitó que pudiera asistir a su propio juicio en el Tribunal Plenario de Lisboa, en el que fue defendido, sin posibilidades, por Mário Soares. Fue condenado a ocho años y medio de prisión, con “medidas de seguridad”. Es por vía de un movimiento de solidaridad nacional e internacional que es liberado, en 1970. Tras su liberación permaneció algunos meses en Vila Franca, regresando de nuevo a la clandestinidad. Poco tiempo después fue llamado al Secretariado y a la Comisión Ejecutiva del Partido, permaneciendo a su cargo, entre otras tareas, la redacción del periódico Avante!, órgano oficial del PCP. 
Tras la Revolución de los Claveles de 1974, fue elegido diputado a la Asamblea constituyente y fue presidente del Grupo Parlamentario del PCP, candidato a la Presidencia de la República en 1976 (obtuvo el 7,6% de los votos) y diputado a la Asamblea de la República. Poco después del 25 de abril de 1974, Octávio Pato aparece en la Cova da Moura, para hablar con el General António de Spínola, siendo el primer dirigente comunista en presentarse públicamente como portavoz del Partido, en un momento en el que Álvaro Cunhal aún no había podido regresar del exilio. 
Es uno de los dirigentes históricos del Partido Comunista Portugués más emblemáticos y un símbolo de la lucha contra la dictadura portuguesa. 
Falleció el 19 de febrero de 1999, víctima de una enfermedad prolongada.